# 1906年波斯憲法

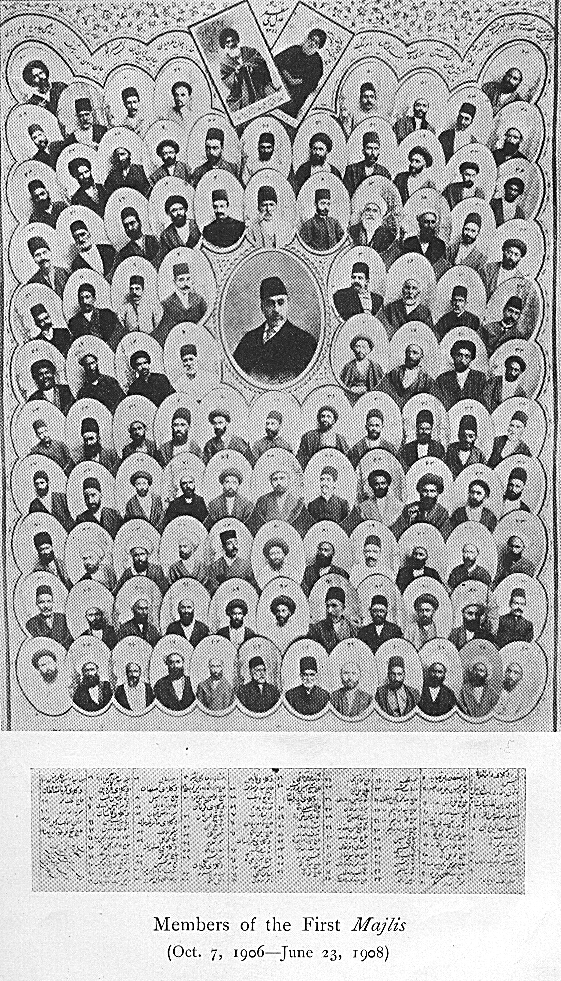
第一届伊朗议会成員（1906年10月7日－1908年6月23日）。居中者是第一屆議會主席莫爾塔禮·戈利汗·希達亞特，他在出任財政部部長七個月後於德黑蘭遭兩名格魯吉亞民族主義者刺殺身亡。

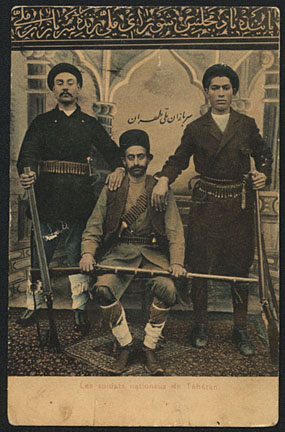
當時的明信片展示三名德黑蘭國家士兵，上方的文字為：祝伊斯蘭議會及國家士兵永垂不朽！圖片中央的文字為：德黑蘭國家士兵

1906年波斯憲法是波斯立憲革命後波斯的首部憲法，由伊斯梅爾·蒙塔茲撰寫。憲法分為五章，當中許多條文經過長年累月而生成。穆罕默德·摩薩台在1953年被推翻後，憲法被大幅度修改。

## 1906年選舉法及基本法
1906年的選舉法建立了議會和參議會的選舉辦法，也形成了憲法的根基。
在1906年8月5日皇室公告之下，穆扎法爾丁·沙「為了波斯人民的和平和安寧」而設計了這部憲法，穆罕默德·阿里·沙則協助制定了第四和第五節的內容。
1906年9月9日的選舉法制定了議會選舉的條例。在這個部分的第三條列明婦女、外國人、25歲以下、「聲名狼藉者」、具有刑事犯罪紀錄及在役的軍事人員沒有投票權。
第四條說明參選者必須完全懂得波斯語，並「必須是具備伊朗血統的伊朗國民」、「是本地的知名人物」、「不是政府官員」、年齡介乎30歲至70歲，「對國家事務有見解」。
第七條則指出「每位選民持有一票」。
在1906年12月30日寫入憲法的基本法則訂立了議會的架構和角色，確立了兩院制，第一條稱伊朗伊斯蘭會議是「因公義」而建立。第43條則稱「參議院應另組成。」。

## 1907年增補基本法
1907年的增補基本法律闡釋了特權和政府管治方式。

### 宗教人士的角色
增補基本法的第一條和第二條確立了伊斯蘭教是波斯的國教，並具體說明國家的所有法律都必須得到什葉派教士所組成的委員會批准。巴列維王朝往往忽視了這兩條法律，引起了教士和信徒的憤怒和起事。該兩條法律的全文是：
|  | - 第一條 - 根據十二伊瑪目派的教條，沙阿必須信奉和宣揚該信仰，因此波斯的國教是伊斯蘭教。 - 第二條 - 由馬赫迪陛下（伊斯蘭教裡最後審判日降臨世間的救世主）和沙阿的意志、伊斯蘭的證據（什葉派教士）及伊朗民族全體人民所建立的伊朗伊斯蘭會議所訂立的法例不得違背伊斯蘭教教義及聖人（如穆罕默德）的法律。 - 因此，這些法例是否符合伊斯蘭教教義是由神學家斷定，故一個委員會應由不少於五名穆智台希德（伊斯蘭學者）或虔誠的神學家所組成，他們必須符合規定的年齡。烏理瑪及伊斯蘭的證據應向伊朗伊斯蘭會議提交20位符合以上資格的烏理瑪名單，伊朗伊斯蘭會議的成員根據迫切性由一致同意或投票的方式選出最少五人作為委員會的成員，使他們可以謹慎地討論提交議會的事項，以拒絕和否決部分或完全不符合伊斯蘭教教義的提案，使其不得生效。該教士委員會的決定應得到遵從，而在馬赫迪降臨之前，此條例亦應保持不變。 |

值的注意的是，條文只說法律不得違抗伊斯蘭教，而不是必須是伊斯蘭法律，兩者有很大的分別。

### 權利
第七條列明憲法不得終止。第九條賦予「所有個人（包括第六條所指的外國人）的生命、財產、家園及名譽應得到保障」。第15條至第17條進一步保障了地主的安全。
至於新聞自由方面，第20條指出「除了異端和對宗教造成損害的書籍和內容，所有刊物可以自由出版」。

### 司法裁決
第71條指出「如果用以平息公眾疑慮的司法裁決屬於教法之內，便需要由符合資格的穆智台哈德作出裁決」。

## 註腳
1. ↑  Milani 1994，第29頁
2. ↑  New Left Review Ltd. 1963，第47頁
3. ↑  Browne 1909，第68頁
4. ↑  Browne 1909，第69頁
5. ↑  Hamilton 2002，第414頁
6. ↑  Shuster 2007，第345-346頁
7. 1 2  Shuster 2007，第347頁
8. ↑  Moaddel 2005，第115頁

## 外部連結
- 1906年－1955年未經後期修改的版本（页面存档备份，存于）
- 立憲革命（页面存档备份，存于）－伊朗議院協會